# US Open-mesterskabet i mixed double 2024
US Open-mesterskabet i mixed double 2024 var den 132. turnering om US Open-mesterskabet i mixed double. Turneringen var en del af US Open 2024 og blev spillet i USTA Billie Jean King National Tennis Center i New York City, USA i perioden 28. august - 5. september 2024 med deltagelse af 32 par.
Mesterskabet blev vundet af det tredjeseedede par, Sara Errani og Andrea Vavassori, som i finalen besejrede wildcard-parret Taylor Townsend og Donald Young med 7-6(0), 7-5. Dermed blev Errani og Vavassori, der spillede deres tredje mixed double-turnering som makkere, det første rent italienske par, der vandt en grand slam-turnering i mixed double, og de første italienske grand slam-mestre i mixed double, siden Raffaella Reggi triumferede ved US Open 1986. Errani vandt dermed sin sjette grand slam-titel i sin karriere, hvor hun mere end ti år tidligere havde fem damedoubletitler fra perioden 2012 til 2014. For Vavassori var det karrierens første titel på grand slam-niveau, efter at han tidligere på sæsonen havde været i sine to første grand slam-finaler i herredoublerækken ved Australian Open og Roland-Garros. Den italienske duo havde måttet afværge en matchbold i deres kamp i første runde mod Shelby Rogers og Robert Galloway, og i kvartfinalen besejrede de Hsieh Su-Wei og Jan Zieliński, der tidligere på året havde vundet både Australian Open- og Wimbledon-mesterskabet. Taylor Townsend og Donald Young deltog i US Open-mesterskabet i mixed double for sjette gang, og nederlaget i finalen var deres bedste resultat, idet de indtil da som bedst havde været semifinalepladsen i 2014.
Finalekampen var Donald Youngs sidste professionelle tenniskamp, idet han inden mesterskabet havde annonceret, at han ville stoppe sin karriere efter US Open 2024.
De forsvarende mestre, Anna Danilina og Harri Heliövaara, tabte i kvartfinalen til Taylor Townsend og Donald Young.
Siden Ruslands invasion af Ukraine i begyndelsen af 2022 havde tennissportens styrende organer, WTA, ATP, ITF og de fire grand slam-turneringer, tilladt, at spillere fra Rusland og Hviderusland fortsat kunne deltage i grand slam-turneringer samt turneringer på ATP Tour og WTA Tour, men de kunne ikke stille op under landenes navne eller flag, og spillerne fra de to lande deltog derfor i turneringen under neutralt flag.

## Pengepræmier
Den samlede præmiesum til spillerne i mixed double androg $ 802.000 (ekskl. per diem), hvilket var en stigning på 18,1 % i forhold til den foregående turnering i 2023.
| Resultat               | Pengepræmier | Pengepræmier | Ændring ift. 2023 |
| Resultat               | Pr. par      | Total        | Ændring ift. 2023 |
| ---------------------- | ------------ | ------------ | ----------------- |
| Vindere (1)            | $ 200.000    | $ 200.000    | +17,6 %           |
| Finalister (1)         | $ 100.000    | $ 100.000    | +17,6 %           |
| Semifinalister (2)     | $ 50.000     | $ 100.000    | +17,6 %           |
| Kvartfinalister (4)    | $ 27.500     | $ 110.000    | +18,5 %           |
| Tabere i 2. runde (8)  | $ 16.500     | $ 132.000    | +16,2 %           |
| Tabere i 1. runde (16) | $ 10.000     | $ 160.000    | +20,5 %           |
| Samlet præmiesum       | -            | $ 802.000    | +18,1 %           |

## Turnering

### Deltagere
Turneringen havde deltagelse af 32 par, der var fordelt på:
- 24 direkte kvalificerede par i form af deres ranglisteplacering.
- 8 par, der havde modtaget et wildcard.

#### Seedede spillere
De 8 bedste par blev seedet:
| Seedning | Rangering | Rangering | Spillere                            | Resultat        |
| Seedning | Sum       | Ind.      | Spillere                            | Resultat        |
| -------- | --------- | --------- | ----------------------------------- | --------------- |
| 1        | 9         | 3 6       | Gabriela Dabrowski Joe Salisbury    | Første runde    |
| 2        | 18        | 1 17      | Erin Routliffe Michael Venus        | Første runde    |
| 3        | 23        | 14 9      | Sara Errani Andrea Vavassori        | Mestre          |
| 4        | 24        | 21 3      | Barbora Krejčíková Matthew Ebden    | Kvartfinalister |
| 5        | 26        | 7 19      | Desirae Krawczyk Neal Skupski       | Første runde    |
| 6        | 29        | 13 16     | Nicole Melichar-Martinez Ivan Dodig | Første runde    |
| 7        | 30        | 5 25      | Hsieh Su-Wei Jan Zieliński          | Kvartfinalister |
| 8        | 40        | 36 4      | Aldila Sutjiadi Rohan Bopanna       | Semifinalister  |

#### Wildcards
Otte par modtog et wildcard til turneringen.
| Par                                      | Resultat       |
| ---------------------------------------- | -------------- |
| Tyra Catarina Grant Aleksandar Kovacevic | Semifinalister |
| Iva Jovic Kaylan Bigun                   | Anden runde    |
| Ashlyn Krueger Thai-Son Kwiatkowski      | Anden runde    |
| Maria Mateas Mackenzie McDonald          | Anden runde    |
| Clervie Ngounoue Learner Tien            | Første runde   |
| Alycia Parks Jackson Withrow             | Anden runde    |
| Shelby Rogers Robert Galloway            | Første runde   |
| Taylor Townsend Donald Young             | Finalister     |

### Resultater
| Gabriela Dabrowski |
| Joe Salisbury      |

| Anna Danilina    |
| Harri Heliövaara |

| Anna Danilina    |
| Harri Heliövaara |

| Zhang Shuai     |
| Marcelo Arévalo |

| Cristina Bucșa |
| Joran Vliegen  |

| Cristina Bucșa |
| Joran Vliegen  |

| Anna Danilina    |
| Harri Heliövaara |

| Taylor Townsend |
| Donald Young    |

| Taylor Townsend |
| Donald Young    |

| Asia Muhammad  |
| Andrés Molteni |

| Taylor Townsend |
| Donald Young    |

| Nadija Kitjenok |
| Hugo Nys        |

| Nadija Kitjenok |
| Hugo Nys        |

| Nicole Melichar-Martinez |
| Ivan Dodig               |

| Taylor Townsend |
| Donald Young    |

| Barbora Krejčíková |
| Matthew Ebden      |

| Aldila Sutjiadi |
| Rohan Bopanna   |

| Chan Hao-Ching  |
| Austin Krajicek |

| Barbora Krejčíková |
| Matthew Ebden      |

| Iva Jovic    |
| Kaylan Bigun |

| Iva Jovic    |
| Kaylan Bigun |

| Dajana Jastremska |
| Max Purcell       |

| Barbora Krejčíková |
| Matthew Ebden      |

| Luisa Stefani |
| Rafael Matos  |

| Aldila Sutjiadi |
| Rohan Bopanna   |

| Kateřina Siniaková |
| John Peers         |

| Kateřina Siniaková |
| John Peers         |

| Demi Schuurs |
| Tim Pütz     |

| Aldila Sutjiadi |
| Rohan Bopanna   |

| Aldila Sutjiadi |
| Rohan Bopanna   |

| Taylor Townsend |
| Donald Young    |

| Hsieh Su-Wei  |
| Jan Zieliński |

| Sara Errani      |
| Andrea Vavassori |

| Ulrikke Eikeri  |
| Máximo González |

| Hsieh Su-Wei  |
| Jan Zieliński |

| Giuliana Olmos    |
| Santiago González |

| Giuliana Olmos    |
| Santiago González |

| Paula Badosa       |
| Stefanos Tsitsipas |

| Hsieh Su-Wei  |
| Jan Zieliński |

| Aleksandra Panova |
| Fabrice Martin    |

| Sara Errani      |
| Andrea Vavassori |

| Maria Mateas       |
| Mackenzie McDonald |

| Maria Mateas       |
| Mackenzie McDonald |

| Shelby Rogers   |
| Robert Galloway |

| Sara Errani      |
| Andrea Vavassori |

| Sara Errani      |
| Andrea Vavassori |

| Sara Errani      |
| Andrea Vavassori |

| Desirae Krawczyk |
| Neal Skupski     |

| Tyra Caterina Grant  |
| Aleksander Kovacevic |

| Ashlyn Krueger       |
| Thai-Son Kwiatkowski |

| Ashlyn Krueger       |
| Thai-Son Kwiatkowski |

| Ljudmyla Kitjenok |
| Sadio Doumbia     |

| Ellen Perez  |
| Sander Gillé |

| Ellen Perez  |
| Sander Gillé |

| Ellen Perez  |
| Sander Gillé |

| Tyra Caterina Grant  |
| Aleksander Kovacevic |

| Tyra Caterina Grant  |
| Aleksander Kovacevic |

| Clervie Ngounoue |
| Learner Tien     |

| Tyra Caterina Grant  |
| Aleksander Kovacevic |

| Alycia Parks    |
| Jackson Withrow |

| Alycia Parks    |
| Jackson Withrow |

| Erin Routliffe |
| Michael Venus  |